# پیامد زیست‌محیطی سدها

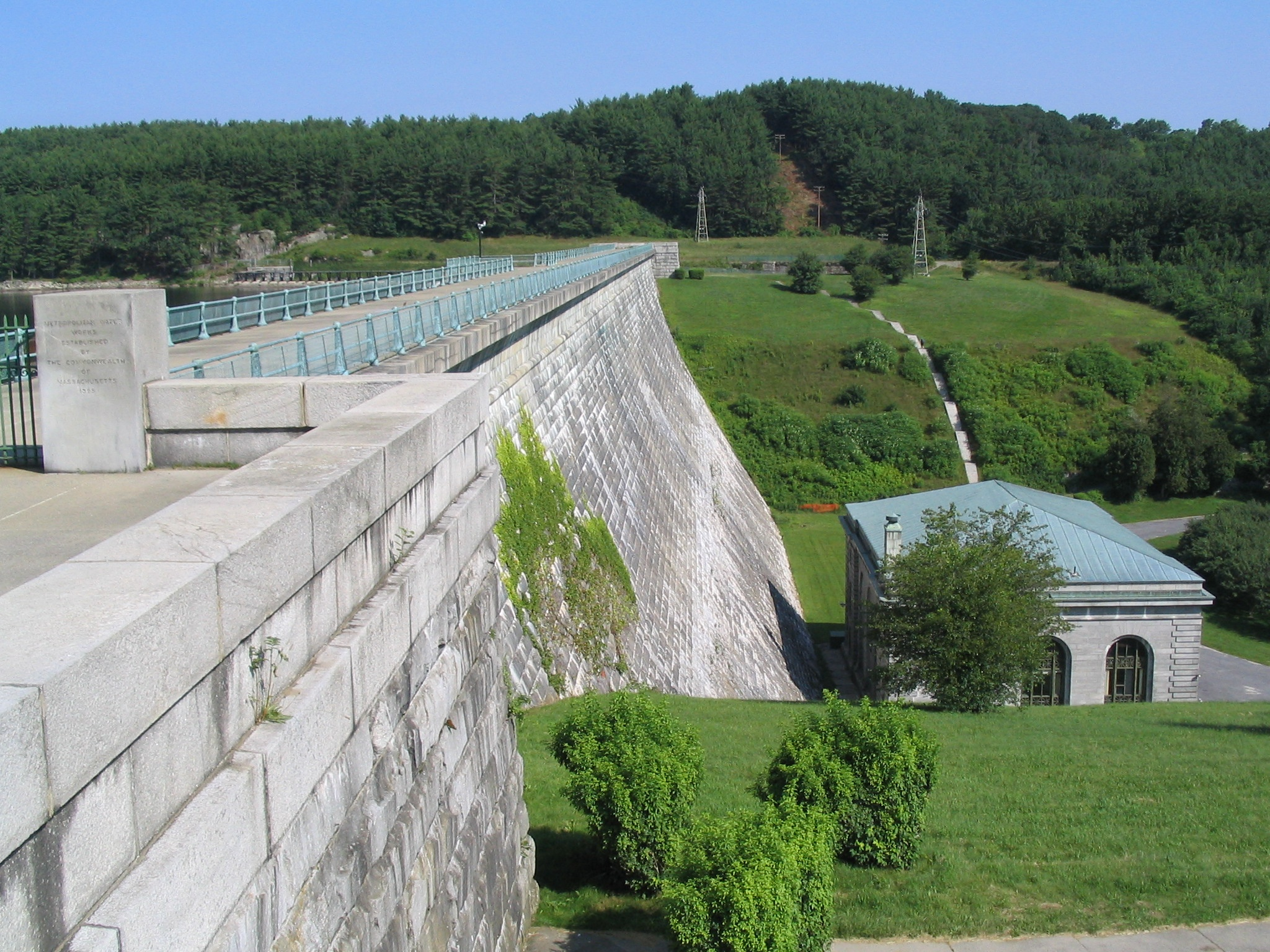
سد واچوست در کلینتون، ماساچوست

با افزایش تقاضای جهانی برای آب و انرژی و افزایش تعداد و اندازه مخازن، پیامد زیست‌محیطی سدها تحت پایش روزافزون قرار می‌گیرد.
از سدها و مخازن می‌توان برای تأمین آب آشامیدنی، تولید برق آبی، افزایش آب برای آبیاری، فراهم کردن فرصت‌های تفریحی و مهار سیل استفاده کرد. در سال ۱۹۶۰ ساخت Llyn Celyn و جاری شدن سیل Capel Celyn غوغای سیاسی را برانگیخت که تا به امروز ادامه دارد. به تازگی، ساخت سد سه‌دره و دیگر پروژه‌های مشابه در سراسر آسیا، آفریقا و آمریکای لاتین بحث‌های زیست‌محیطی و سیاسی قابل توجهی را ایجاد کرده‌است. در حال حاضر ۴۸ درصد رودخانه‌ها و سیستم‌های آبی بوم‌شناختی آن‌ها تحت تأثیر مخازن و سدها قرار دارند.

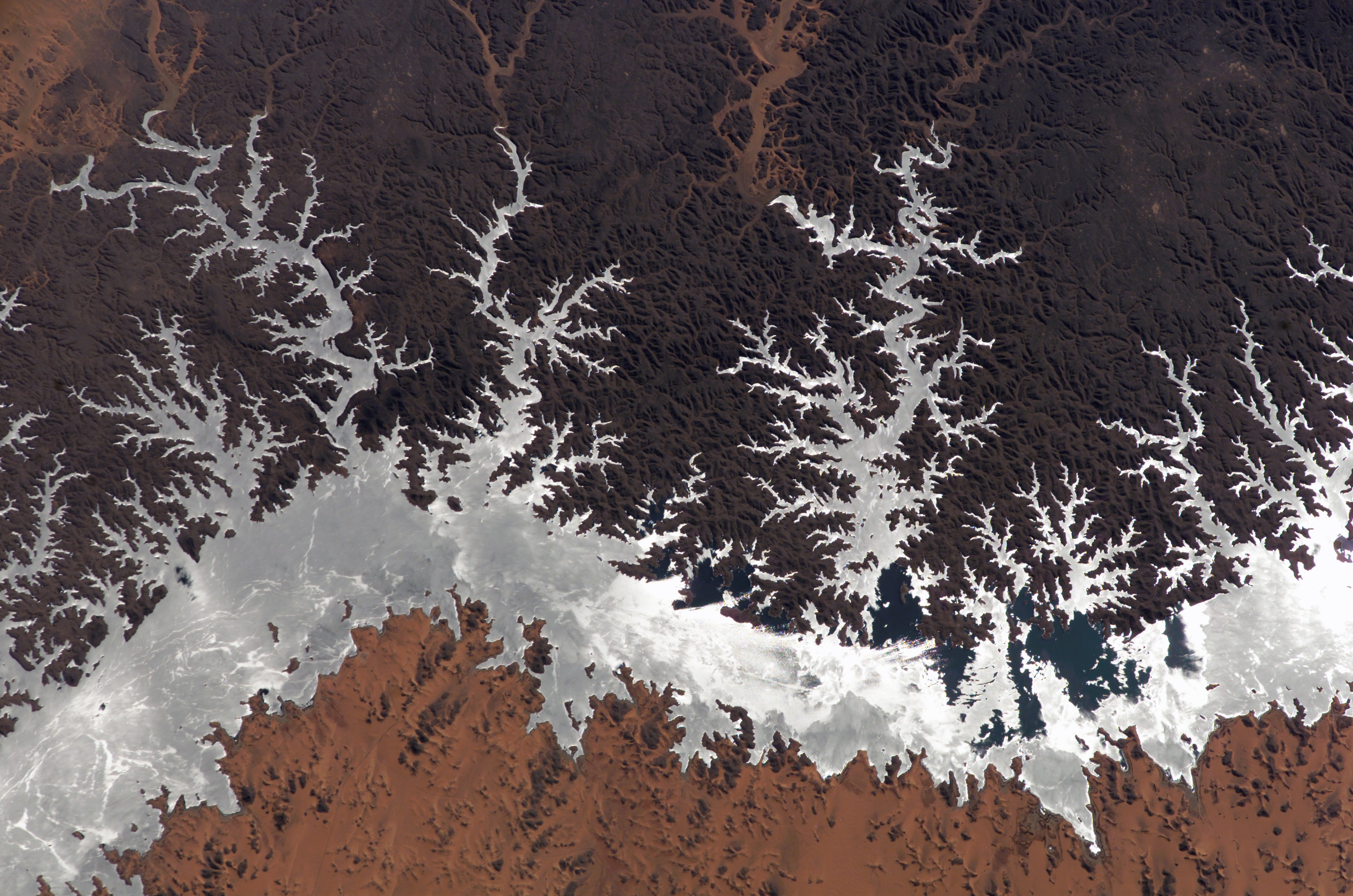
دریاچه ناصر پشت سد اسوان، مصر، ۵۲۵۰ کیلومتر ^{مربع}، ۶۰۰۰۰ نفر را آواره کرد

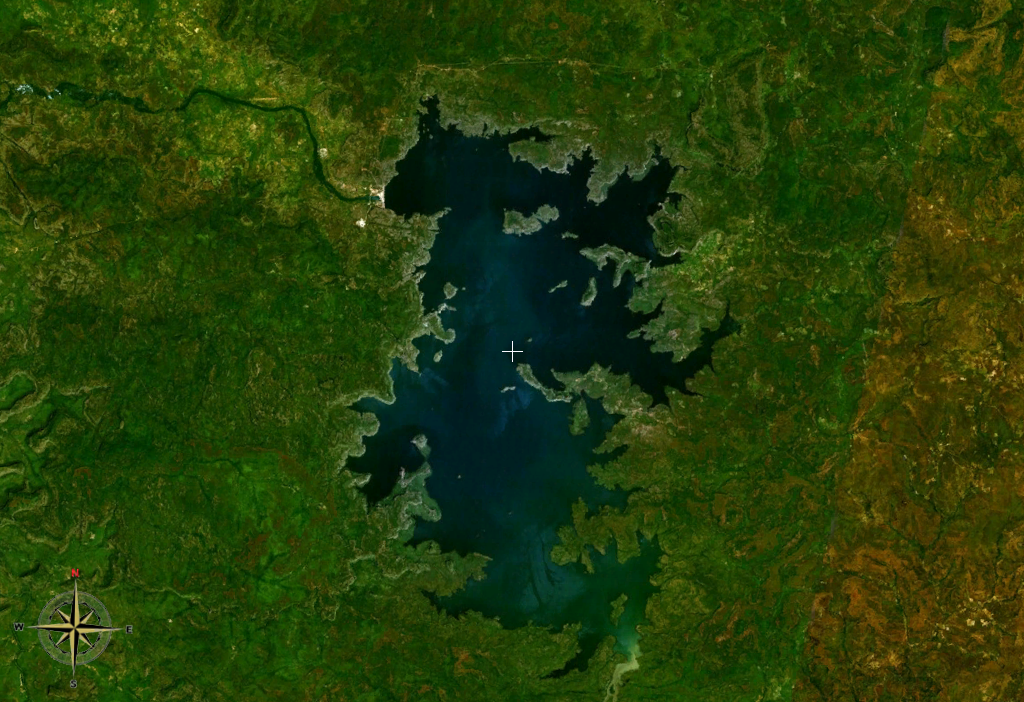
دریاچه Manantali، ۴۷۷ کیلومتر ^{مربع}، ۱۲۰۰۰ نفر را آواره کرد.

جدول زیر میزان انتشار مخازن را بر حسب میلی‌گرم بر متر مربع در روز برای آب‌های مختلف نشان می‌دهد.
| محل           | دی‌اکسید کربن | متان |
| ------------- | ------------ | ---- |
| دریاچه‌ها      | ۷۰۰          | ۹    |
| مخازن معتدل   | ۱۵۰۰         | ۲۰   |
| مخازن استوایی | ۳۰۰۰         | ۱۰۰  |